# Шоколадный гурами
Шоколадный гурами (Sphaerichthys osphromenoides) — один из видов лабиринтовых рыб. Относится к распространённым аквариумным рыбкам. Обитает в южной части полуострова Малакка, острова Суматра и Калимантан в прудах и канавах под защитой свесившейся с берегов в воду растительности, а также в медленно текущих ручьях, заросших растениями. Рыбы дышат атмосферным воздухом с помощью жаберного лабиринта.

## Ареал
Обитают в водоемах с высоким содержанием гуминовых кислот, вода в таких водоёмах коричневого цвета с кислой реакцией.

## Описание
Тело от шоколадно-коричневого до красно-коричневого цвета, иногда немного отливает зеленоватым цветом. Чешуя с темной каймой. Все тело пересекают несколько светло-желтых или белых поперечных полос различной ширины и длины. Анальный плавник с узкой желтой каймой. Перед нерестом самец становится почти черным, у самки горло окрашивается в красноватый цвет.
Длина тела до 6 см. Тело умеренно вытянуто в длину, немного высокое, уплощено с боков, профиль брюха сильнее выгнут чем профиль спины, рыло острое. Спинной плавник и анальный плавник длинные, невысокие, брюшные плавники с нитевидно удлиненным первым лучом.
D YIII-XI/8-9, А YII-IX/19-22, ll 26-30

## Содержание
В Европу впервые завезена Дж. Райхельтом в 1905 году (экземпляр не выжил). Повторно завезена в 1934 году и регулярно импортируется с 1950 года. Рыба довольно нежная, однако в подходящих условиях прихотливость снижается . Важное значение играют параметры воды.
- большой  или средний аквариум с устойчивым режимом
- закрытый сверху аквариум, тёплый воздух над аквариумом
- слабое освещение
- плавающие растения, заросли тенелюбивых растений на дне. Огромное значение имеют укрытия ( камни , коряги ) и густые заросли растений
- температура воды 26—30 °C
- жесткость воды не более dH 10° , возможна адаптация к слабощелочной воде
- реакция воды рН 6—7
- содержание солей (азотных, фосфорных) минимальное
- уровень воды до 40 см
- желательны добавка экстракта торфа и частая подмена воды
- живой корм , возможно давать замороженные корма , сухие корма только в качестве добавки.

## Размножение
Шоколадные гурами откладывают икру на дно. Икра желтоватая, достаточно крупная (диаметр 1,2—1,5 мм), тяжелее воды. Затем самка забирает икру в рот. Обычно у самки во рту помещается не более 40 икринок. Выходят мальки наружу на 13—14 день.
Мальки 5-6 мм длиной, темные и хорошо видны. Держатся они и питаются среди растений у поверхности.

## Поведение
Мирны по отношению к другим видам рыб, несколько пугливы, держатся в среднем и нижнем слоях воды, самцы драчливы между собой.

## Синонимы
- Sphaerichthys osphromenoides osphromenoides Canestrini, 1860